# پسر حبابی
پسر حبابی (انگلیسی: Bubble Boy) یک فیلم کمدی سیاه آمریکایی محصول سال ۲۰۰۱ به کارگردانی بلر هیز با بازی جیک جیلنهال در نقش اصلی است. این فیلم از فیلم پسری در حباب پلاستیکی محصول ۱۹۷۶ الهام گرفته شده است.
این فیلم در ۲۴ اوت ۲۰۰۱ اکران شد، و نقدهای متفاوتی دریافت کرد، با انتقادات عمدتاً با هدف طنز فیلم، اگرچه جیلنهال برای بازی خود مورد تحسین قرار گرفت. با وجود عملکرد ضعیف در گیشه، این فیلم به یک فیلم کالت تبدیل شد.

## بازخوردها
- در راتن تومیتوز بر اساس ۸۴ بررسی، با میانگین امتیاز ۳٫۷ از ۱۰ دارای رتبه تأیید ۳۱٪ است.[۵]
- در متاکریتیک بر اساس بررسی‌های ۲۱ منتقد، امتیاز ۴۱ درصد را دارد که نشان‌دهنده «بررسی‌های مختلط یا متوسط» است.[۶]
- این فیلم به عنوان یک "کمدی کالت" در نظر گرفته شده‌است.[۷]
- تماشاگرانی که توسط سینماسکور نظرسنجی کردند به فیلم نمره متوسط "B" در مقیاس A+ تا F دادند.[۸]